# Карл Фридрих фон Хоенемс
Карл Фридрих фон Хоенемс (на немски: Karl Friedrich von Hohenems; * 11 ноември 1622; † 20 октомври 1675) е граф от стария род Хоенемс във Вадуц, Шеленберг и Хоенемс между Австрия и Швейцария. Той играе важна роля при създаването на още съществуващото Княжество Лихтенщайн.

## Живот
Той е големият син на Якоб Ханибал II фон Хоенемс (* 1595, † 1646), граф на Хоенемс във Вадуц, Шеленберг и Хоенемс, и на втората му съпруга принцеса Франциска Катарина фон Хоенцолерн-Хехинген († 1665), дъщеря на 1-ви княз Йохан Георг I фон Хоенцолерн-Хехинген (* 1577, † 1623) и на графиня Франциска фон Залм-Ньофвил († 1619). Внук е на имперски граф Каспар фон Хоенемс (1573 – 1640) и фраин Елеонора Филипина фон Велшперг и Примьор (* 1573, † 1614). Брат е на граф Франц Вилхелм I фон Хоенемс (* 1628, † 1662).
От 1637 до 1640 г. Карл Фридрих и по-макият му брат Франц Вилхелм I живеят в Инсбрук. След смъртта на баща им на 10 април 1646 г. двамата братя поемат управлението на наследените територии. На 9 април 1647 г. император Фердинанд III признава всичките им привилегии и собствености.
От 1646 до 1654 г. Карл Фридрих е фогт на господствата Фелдкирх и Нойбург (в Коблах). През 1647 г. той обсажда без успех държания от шведите замък Брегенц през Тридесетгодишната война. Той загубва така цялата си собственост. През 1648 г. е номиниран за заслугите си на полковник от император Фердинанд III.
От 1648 до 1651 г. двамата братя провеждат процеси за вещиците в днешен Лихтенщайн. Те живеят охолно, строят множество сгради и така получават големи задължения. Затова те продават през 1654 г. графството Галарате на Висконти. През същата година те разделят останалата територия. Карл Фридрих става владетел на Графство Хоенемс, а Франц Вилхелм I става владетел на господството над Шеленберг и Вадуц.
След ранната смърт на брат му Франц Вилхелм през 1662 г. на 35 години, император Леополд I дава регентството на вдовицата на брат му, графиня Катарина Елеонора фон Фюрстенберг (1630 – 1676), и на Карл Фридрих фон Хоенемс.
Той умира на 52-годишна възраст на 20 октомври 1675 г.

## Брак и потомство
∞ за принцеса Корнелия Лучия Алтемпс († 1691), дъщеря на Джовани Пиетро Алтемпс, 3-ти херцог на Галезе и маркиз на Сориано нел Чимино († 1691), и на Анджелика де Медичи (* 1608, † 1636). Те имат четири деца:
- Мария Клаудия фон Хоенемс (* 14 май 1646; † 31 декември 1694, Виена)
- Франц Карл Антон фон Хоенемс (* 1 август 1650; † 16 март 1713, Хоенемс), управляващ граф на Хоенемс, ∞ 1678 за Франциска Шмидлин фон Лебенфелд († 19 февруари 1726, Хоенемс), дъщеря на Йохан Шмидлин фон Лебенфелд, от която няма деца.
- Антон Йозеф фон Хоенемс (* 17 януари 1652; † 1674), домхер в Констанц
- Мария Катарина фон Хоенемс (* 6 май 1653; † 9 юни 1739), ∞ ок. 12 ноември 1673 за граф Максимилиан Вунибалд фон Валдбург-Фридберг и Траухбург (* 1647, † 1717), син на граф Ото фон Валдбург, Фридберг, Шеер, Каленберг, Менген и Заулгау и графиня Сидония Шлик цу Пасаун и Вайскирхен, от когото има две дъщери.